# 大嵩璘
大 嵩璘（だい すうりん）は、渤海の第6代王。文王大欽茂の末子。

## 生涯
甥の成王が病没した後、王位を継承した。当初は国務を権知（暫定統治）するとしていたが、794年に即位し正暦と改元した。
これに対し唐は内侍の殷志瞻を派遣し冊封したが、文王が渤海国王に封じられたのに対し、康王にはその下位である渤海郡王のみが除授されたに過ぎなかった。これに対し渤海側は渤海国王の徐授を求め唐に使節を送り正暦4年（797年）になってようやく銀青光禄大夫・検校司空・渤海国王に封じられるに至った。
政策面では日本に宛てた国書の中にある通り朝維（国家の綱紀）は旧に依るとの方針を貫き、在位中は唐に対し頻繁に使者を派遣し交流し、また日本に対しても積極的な交流を進めた。
渤海では2代続いて在位した王の治世が短かったことにより国内に混乱が発生したが、康王の治下で安定を回復し、更に国力の発展を見たと考えられている。